# Rudina
Rudina (bulgariska: Рудина) är ett distrikt i Bulgarien.   Det ligger i kommunen Obsjtina Ruen och regionen Burgas, i den östra delen av landet, 300 km öster om huvudstaden Sofia.
Trakten runt Rudina består till största delen av jordbruksmark. Runt Rudina är det ganska tätbefolkat, med 160 invånare per kvadratkilometer.